# Jan Tesař
Jan Tesař (República Checa, 26 de marzo de 1990) es un atleta checo especializado en la prueba de 4x400 m, en la que consiguió ser medallista de bronce europeo en pista cubierta en 2017.

## Carrera deportiva
En el Campeonato Europeo de Atletismo en Pista Cubierta de 2017 ganó la medalla de bronce en los relevos de 4x400 metros, con un tiempo de 3:08.60 segundos, tras Polonia (oro) y Bélgica (plata).